# Світлана-Майя Залізняк
Світлана-Майя Залізняк (нар. 31 липня 1963, Пирятин) — українська поетка, членкиня Національної спілки письменників України (2016).
Лавреат міжнародної літературно-мистецької премії імені Пантелеймона Куліша за книгу вибраних поезій "Птахокардія", (Міжнародна літературно-мистецька академія України).

## Життєпис
Народилася 31 липня 1963 року в Пирятині на Полтавщині.
За творчий псевдонім узяла прізвище свого роду — Залізняк.
Автор книг поезій, перекладів та малої прози: «Меланхолія», 2001; «Шепіт свічки», 2002; «Вельвічія», 2003; «Присмак сутіні», 2003; «Струм», 2004; "Міць, 2005, «У злагоді з собою», 2008, «Птахокардія» (зібрання творів:поезія, переклади, мала проза), видавництво "Сполом", м.Львів, 2015.
Твори друкувалися в часописах, у науковому, публіцистичному, художньо-літературному альманасі «Рідний край» (видавець — Полтавський національний педагогічний університет імені В. Г. Короленка), у збірнику «Веселка Дністрова» (Тираспіль, Інститут мови та літератури), в антології літераторів Полтавщини «Калинове гроно» антології жіночої поезії «Вишнева повінь», у літературномистецькому часописі «Захід-Схід», у збірках «SITIS» та «VIA» видавництва «СклянкаЧасу*Zeitglas», у міжнародному літературно-мистецькому журналі «Склянка Часу*Zeitglas», в «Антології сучасної новелістики та лірики України — 2010» та в книзі «100 на 100» (найкращі вірші журналу «Склянка Часу», в антології «Небесна сотня» видавництва «Букрек», м. Чернівці (вірш «За гамбурзьким рахунком»), у часописі «Українське слово» (Київ, 2016),  в альманасі "Франкова нива" (видавець: Дрогобицький державний педагогічний університет, НСПУ, Львів "Сполом", 2017, 2018), у часописі "Дзвін", Львів, 2018, у альманасі жіночої поезії "М'ята" (Літературна агенція "Зілля") 2018, в часописі "ЗОЛОТА ПЕКТОРАЛЬ", 2019 та 2020.
Окремі поезії перекладено англійською мовою на кафедрі теорії перекладу Тернопільського національного педагогічного університету ім. В.Гнатюка.
Лауреат Загальнонаціонального конкурсу під патронатом президента «Українська мова — мова єднання» (2007).
Вірш «Планета людей» перекладено німецькою мовою та надруковано в журналі «Склянка Часу*Zeitglas» — № 75, 2015.
Лауреат 2-го міжнародного поетичного конкурсу «Чатує в століттях Чернеча гора» за вірш «…те й пожнеш» (Україну так модно любити...), 2014.
Переможиця 3-го однойменного конкурсу — вірш «Планета людей», 2015.
«Довершена поетична стилістика, висока мовленнєва культура вписують поетку-землячку в пантеон елітного письменства сучасності» (Галина Білик, Валентина Сідаш).

## Творчість
У львівському видавництві «Сполом» вийшла друком «Птахокардія», 600 сторінок, тверда повнокольорова палітурка, папір і друк офсетні.
Авторська редакція 2015 року.
Передмова Галини Білик, післяслово та коректура — Світлана Козаченко. Стаття «Концепт структури образності Світлани-Майї Залізняк» — Сергій Осока (Полтава), Світлана Ілініч (Вінниця).
На обкладинці — репродукції картин — автори Ігор Палєй (Єрусалим) «Фенікс, птах життя» та Ольга Федорук (Львів) «Вона і сонце».
Поезії, переклади, мала проза.
Анотація: «Птахокардія» С.-М. Залізняк це книга вибраних поезій, написаних протягом 2000—2015 років. Осмислюючи буття навколишнього світу та своє буття в цьому світі, авторка семи виданих раніше поетичних збірок намагається не повчати, не робити широких узагальнювальних висновків, а просто доносити до читача власне розуміння добра, любові, краси, правди, послуговуючись вишуканою українською мовою, малюючи майстерно підібраними словами яскраві, живі образи — реалістичні, фантастичні, містичні. Вимогливий читач отримає справжнє естетичне й інтелектуальне задоволення від зразків справді сильної, досконалої технічно та високохудожньої поезії, а також свіжих, оригінальних перекладів віршів поетів різних народів та епох і творів цікавої малої психологічної прози.
Рекомендації для вступу до лав НСПУ Світлані-Майї Залізняк в 2015 році написали: Ігор Павлюк, лауреат Народної Шевченківської премії (Залізний Мамай), член Асоціації європейських письменників (Львів); лауреат Шевченківської премії Дмитро Кремінь (Миколаїв), Вікторія Осташ (Київ).
Світлана-Майя Залізняк готує до друку книгу «Люмінографія».

## Перекладацька діяльність
Переклала з російської поезії Анни Ахматової, Ольги Берггольц, Тетяни Селіванчик, Євгенії Більченко, Вадима Друзя, Марини Матвєєвої, Аліни Остафійчук, Івана Буніна, Олега Чабана, Сухбата Афлатуні.
Переклади увійшли до зібрання творів «Птахокардія», цикл «Сонце в небі. Сонце у зеніті».
«Перекладацький доробок Світлани-Майї Залізняк вражає передовсім своєю різноманітністю. Переклади Залізняк — це не банальна транслітерація творчого всесвіту митця, а співтворчість, дуалістичний і водночас монолітний симбіоз автора-мови-оригіналу і перекладача-української мови. Перекладач тонко відчуває метафізику вірша, його семантико-поетичне поле, точними і сильними мазками реалізує якнайтонше буттєвий та креативний потенціал тексту як точки перетину суб'єктивного образу об'єктивної реальності, і того, що існує як об'єктивна реальність. Отже, концептуалізм, іманентна інтелектуальність, філософський розмах, барокова розмашистість авторського стилю і водночас морально-етична аскеза вивищують Світлану-Майю Залізняк та її поетичні шедеври над сірістю буднів провінційного містечка, переносять її в інший — яскравіший, кращий, вищий світ — світ її власної „планети мар“, до якої радо торують метафоричний шлях її вдячні читачі» (С.Ілініч, С.Осока).

## Відгуки про творчість
Вдовченко В. В., філолог, доктор філософії в галузі дизайну, старший науковий співробітник Інституту педагогіки Національної академії педагогічних наук України (Київ): «…психологія творчості Світлани-Майї є неповторним продуктом розвитку української ментальності. Сьогодні ВАШ стиль образного та художнього мислення, літературна вишукана форма викладу сучасних світоглядних концептів — є візитівкою нанотехнологій в українській поезії, поезії східної Європи в Індії, Китаї, Японії. Уже зараз поезії Світлани-Майя варто починати перекладати на інші мови. І головним тут є глибинна сутність образів-архетипів української прадавньої культури, які близькі групі країн із індоєвропейськими мовами. 
Вважаю, що автор „Птахокардії“ — не просто може, а достойно ПРЕЗЕНТУЄ ВИСОКИЙ РІВЕНЬ УКРАЇНСЬКОЇ ЛІТЕРАТУРИ — У СВІТІ. 
Продукт витонченої поетичної творчості Світлани-Майї — конкурентний на міжнародному рівні, буде національною гордістю на міжнародних конференціях, конгресах, в міжнародних проектах. Для підтвердження реальності успіху Залізняк Світлани-Майя на міжнародному рівні, готовий взяти участь у розробці міжнародного проекту з презентації її творів від України і привезти в Україну визнання СХІДНИМИ ДЕРЖАВАМИ ЇЇ ТАЛАНТУ, УСПІХУ І СЛАВИ УКРАЇНСЬКОЇ ЛІТЕРАТУРИ». 
Богдан Завідняк, доцент кафедри філософії Католицького університету, член НСПУ (Львів): «Місія поезії — кликати, вести, запалювати крилатими формулюваннями смолоскип правди, щоб чистим її словом очищувати і облагороднювати людське єство. І добре, коли такими якостями володіє сам поет. Про таких говоримо — у них на ночівлі сама Поезія. Коли ж сам катарсис з царини поетики. Ще Аристотель це збагнув і віддав перевагу поезії над улюбленими ним предметами: метафізикою та історією. Муза полтавської поетеси Світлани-Майї Залізняк неприховано володіє усіма цими якостями високої поезії, водночас вражає нас стереометричною глибиною наскрізного бачення народження поезії: їй не так важливо показувати себе в повний ріст, як вдається строфа за строфою народжувати ідеальні поетичні світи у присвяченому ритуалі віршованого дійства. В таку поезію закохуєшся з першого погляду, знаючи, що вона не зрадить твій смак, не опромінить зухвалим поглядом неофіта, а по звичаю ранніх церковних отців, подарує духовну іскрину і полегшу від тягот земного існування.
В авторки знаходимо їй притаманну лексику, звороти, неологізми, архаїзми, метафори. Її Муза родом з сьогодення: говорить добірною українською, однак не рідко то сленгом, то на інґліш… освітлена театральною рампою мегаполісного інтерконтинентального світу уся напоказ бентежить відвертими сальвадордалівськими маскарадними костюмами, все приховуючи за сюрреалістичним макіяжем від модних кутюр'є вродливу дівчину, яка знає високу ціну своїй природній калокагатії середньоукраїнського Едему, втираючи носа давньоелладській скульптурній красуні. 
Можна лише порадіти, що сіризна буднів пройшла очищення, мов зазнавши трутизну ціанідів, лягла золотими крупицями правдивої поезії. Читати ці поезії стає за честь. Не знати їх — дурним тоном. На них виховуватиметься майбутнє волелюбне покоління Вкраїни. У Світлани-Майї Залізняк не зауважується повторів.
…збірка „Птахокардія“ не укладена з розрізнених жанрово віршованих етюдів, а є антологією епічних перлин. Такого високого рівня монументалізму письма рідко кому вдається дотриматися».  